# Anton Korošec
Anton Korošec ( Slovene pronunciation: [anˈtóːŋ kɔˈɾóːʃəts], en bosniaque, croate, monténégrin et serbe : [ǎntoːŋ korǒʃets] ; 12 mai 1872 - 14 décembre 1940) est un homme politique yougoslave, un membre éminent du Parti populaire conservateur, un prêtre catholique et un orateur réputé.

## Biographie

### Jeunesse
Korošec est né à Biserjane (alors duché de Styrie, Autriche-Hongrie, maintenant partie de la Slovénie) et va à l'école à Ptuj et à Maribor. Il étudie la théologie et est ordonné prêtre en 1895. Il complète sa formation avec un doctorat en théologie de l'Université de Graz en 1905. Il est ami avec Janez Evangelist Krek et adopte ses opinions politiques.

### Carrière politique
En 1907, Korošec est élu au Reichsrat en tant que membre du Parti populaire slovène, où, en tant que président du Club yougoslave, il lit la Déclaration de mai, qui appelle à l'unification de tous les Slaves du Sud en une seule unité d'État au sein de la monarchie Austro-hongroise. À la suite de l'éclatement de l'Autriche-Hongrie, le Conseil national des Slovènes, Croates et Serbes, dont Korošec est le président, proclame la création de l'État des Slovènes, Croates et Serbes le 29 octobre 1918. Auparavant, Korošec et Nikola Pašić se sont mis d'accord sur les termes de la Déclaration de Genève, dans laquelle le royaume de Serbie reconnait l'égalité des droits des différentes composantes d'un tel État s'il se joint à lui dans une confédération. Dès le début cependant, les Serbes favorisent le contrôle central et le royaume de Yougoslavie qui suit est une monarchie unitaire.
Korošec est vice-président du premier gouvernement du royaume des Serbes, Croates et Slovènes en 1918. En tant que chef du Parti populaire slovène, il collabore ensuite à deux gouvernements de droite. Malgré sa défaite en 1920, le Parti populaire slovène remporte à nouveau la victoire en Slovénie en 1924 et Korošec est choisi comme vice-président du gouvernement. En 1924 et 1927, il est également ministre de l'intérieur. Korošec s'oppose à l'adoption de la Constitution de Vidovdan et fait campagne pour une plus grande autonomie des Slovènes au sein du royaume des Serbes, Croates et Slovènes jusqu'à ce que le Parti populaire slovène se joigne aux radicaux serbes pour former un gouvernement centraliste et que l'idée soit écartée. À la suite de l'assassinat de Stjepan Radić en 1928, afin d'assurer plus de paix entre les groupes ethniques, le roi appelle Korošec pour diriger le premier gouvernement de Yougoslavie sans Premier ministre serbe, mais le monarque le renvoie rapidement lorsque la dictature du 6 janvier est proclamée. Korošec est également ministre du gouvernement de Petar Živković en 1929. Il tente de résoudre la crise du pays par des moyens démocratiques, mais le gouvernement tombe en 1930 sous la pression de la Slovénie.
Dans l'opposition, Korošec rédige la Déclaration slovène (Slovenska deklaracija) qui appelle à une nouvelle union multinationale des Slovènes, Croates et Serbes. Cette proposition semble également attrayante pour les Slovènes vivant dans le Littoral slovène et la Carinthie, qui bordent l'État existant. Korošec est exilé sur l'île de Hvar en 1933. Le Parti populaire slovène boycotte par la suite les élections législatives de 1935. Korošec est néanmoins nommé ministre de l'Intérieur dans le gouvernement de Milan Stojadinović la même année. Il facilite un accord entre Dragiša Cvetković et Vladko Maček et est ministre de l'éducation dans leur gouvernement. Alors qu'il est dans le gouvernement de Stojadinović, Korošec préconise une politique de relations étroites avec l'Allemagne nazie. En tant que ministre de l'éducation du gouvernement yougoslave de Macek-Cvetkovic, en octobre 1940, Korošec introduit deux lois antisémites. L'une limite la participation des Juifs dans l'industrie alimentaire en gros, tandis que l'autre limite le nombre d'étudiants juifs dans les écoles secondaires et les universités. Lorsque d'autres ministres s'opposent aux lois, Korošec insiste sur le fait que ne pas les introduire mettrait en danger les relations avec l'Allemagne, et les lois sont en effet acceptées.
Vers la fin de sa vie, il se prononce ouvertement contre la Franc-maçonnerie, le communisme ainsi que le judaïsme. Alors qu'il est ministre de l'Intérieur dans le gouvernement yougoslave, Korošec, déclare "tous les juifs, communistes et francs-maçons comme des traîtres, des conspirateurs et des ennemis de l'État" . Il met également en place l'organisation anti-communiste La Sentinelle dans la Tempête (Straža v viharju).